# Hàng không năm 1916
Đây là danh sách các sự kiện hàng không nổi bật xảy ra trong năm 1916:

## Các sự kiện

### Tháng 1
- 12 tháng 1 - Phi công "át" của Đức Max Immelmann và Oswald Boelcke, đã bắn hạ 8 chiếc máy bay, đây là những phi công đầu tiên được trao danh hiệu Pour le Mérite ("Blue Max")
- 29 tháng 1 - Cuộc tấn công thứ 2 và cũng là cuối cùng của khí cầu Zeppelin vào Paris đã gây ra 54 tổn thất.

### Tháng 3
- 16 tháng 3 - Máy bay quân sự của Mỹ thực hiện nhiệm vụ đầu tiên bên ngoài nước Mỹ, khi những chiếc Curtiss JN3 của Phi đội hàng không số 1 bay do thám ở México.
- 18 tháng 3 - Phi công "át" của Đức Ernst Udet bắn hạ máy bay đầu tiên.

### Tháng 4
- 15 tháng 4 - Các máy bay thuộc RFC và RNAS vận chuyển 13 tấn hàng dự trữ vào Kut el Amara, Mesopotamia, trong khi nó đang bị người Thổ Nhĩ Kỳ bao vây. Đây là lần đầu tiên những máy bay được dùng vào mục đích vận chuyển hàng tiếp tế.
- 20 tháng 4 - Escadrille Américanne, sau này được biến đến với tên gọi Phi đội Lafayette, được thành lập, đây là đơn vị của những người Mỹ tình nguyện ở Pháp, họ được trang bị những chiếc Nieuport 11.

### Tháng 5
- 2 tháng 5 - 8 khí cầu Zeppelin của Đức tấn công bờ biển phía đông của Anh, gây ra 39 thương vong. Khí cầu Zeppelin L 20 (LZ59) bị phá hỏng trong một trận bão ở Stavanger, Na Uy khi đang trở về.
- 17 tháng 5 - Máy bay ký sinh được thử nghiệm ở Vương quốc Anh chiếc Bristol Scout được phóng đi từ khí cầu Porte Baby.

### Tháng 6
- 17 tháng 6 - Phi công "át" đầu tiên của Pháp, Jean Navarre, bị bắn hạ và bị thương, kết thúc các trận đánh của anh ta, anh ta diệt được 12 chiếc máy bay.
- 18 tháng 6 - Phi công "át" đầu tiên của Đức, Max Immelmann bị bắn hạ và bị giết chết bởi một chiếc máy bay FE.2b thuộc Phi đội số 25 RFC - một kết thúc tượng trưng của "Quân Fokker". Anh ta bắn hạ được 15 máy bay.
- 23 tháng 6 - Victor Chapman  của Phi đội Lafayette trở thành người Mỹ đầu tiên bị chết trong chiến đấu, anh ta bị bắn hạ gần Verdun.

### Tháng 7
- Phi đội số 3 RNAS trở thành đơn bị máy bay ném bom chiến lược đầu tiên của Anh, họ được trang bị những chiếc Sopwith 1 1/2 Strutter.
- 1 tháng 7 - Bắt đầu Trận chiến Somme. Trong 5 tháng của cuộc chiến, Anh mất 782 máy bay và 576 phi công.

### Tháng 8
- 2 tháng 8 - 16 khí cầu Zeppelin của Đức tấn công vào đông năm nước Anh. Trung úy William Leefe-Robinson, RFC đã bắn hạ khí cấu Zeppelin SL 11 trên một chiếc BE.2c.
- 6 tháng 8 - Phi công "át" của Pháp đại úy René Fonck bắn hạ máy bay đầu tiên.
- 27 tháng 8 - Oswald Boelcke thành lập phi đội máy bay chiến đấu đặc biệt đầu tiên của Đức Jagdstaffel 2 (Jasta 2).

### Tháng 9
- 15 tháng 9 - Tàu ngầm Anh B-10 bị thủy phi cơ của Áo Lohner đánh đắm, thuyền trưởng của tàu B-10 là Fregatten-Leutnant Zelezny, B-10 trở thành tàu ngầm đầu tiến bị đánh đắm bởi máy bay; Tàu ngầm Pháp Foucault cũng bị đánh đắm bởi 2 chiếc Lohner, thuyền trưởng là Fregatten-Leutnant Zelezny, Foucault trở thành tàu ngầm đầu tiến bị đánh đắm bởi máy bay trên biển.
- 17 tháng 9 - Rittmeister Manfred von Richthofen bắn hạ chiếc máy bay đầu tiên từ một chiếc Albatros D.II
- 23 tháng 9-24 - 11 khí cầu Zeppelin của Đức tấn công Anh. 2 chiếc bị bắn hạ, LZ 76 bị bắn hạ từ mặt đất, và LZ 74 bị bắn hạ bởi Frederick Sowrey

### Tháng 10
- 12 tháng 10 - Phi công "át" thuộc Cục không quân Hải quân Hoàng gia, Raymond Collishaw bắn hạ máy bay đầu tiên.
- 28 tháng 10 - Phi công "át" của Đức, Oswald Boelcke bị giết trong một va chạm trên không.

### Tháng 11
- 23 tháng 11 - Phi công "át" của Anh, Lanoe Hawker VC bị bắn hạ bởi Manfred von Richthofen
- 28 tháng 11 - Trung tâm London bị ném bom bởi một chiếc LVG C.II được điều khiển bởi R. Brandt

## Chuyến bay đầu tiên

### Tháng 2
- 9 tháng 2 - Sopwith Pup được điều khiển bởi Harry Hawker

### Tháng 4
- SPAD S.VII

### Tháng 5
- 28 tháng 5 - Máy bay 3 tầng cánh Sopwith được điều khiển bởi Harry Hawker

### Tháng 6
- 17 tháng 6 - Royal Aircraft Factory R.E.8
- 29 tháng 6 - B & W Seaplane, máy bay đầu tiên của William Boeing.

### Tháng 7
- 25 tháng 7 - Anatra DS

### Tháng 9
- 9 tháng 9 - Bristol F.2A
- 12 tháng 9 - Máy bay tự động Hewitt-Sperry

### Tháng 10
- 25 tháng 10 - Bristol F.2B Fighter

### Tháng 11
- 22 tháng 11 - Royal Aircraft Factory S.E.5

## Bắt đầu hoạt động

### Tháng 2
- Airco DH.2 trong Phi đội số 24 RFC

### Tháng 4
- Sopwith 1½ Strutter

### Tháng 8
- SPAD S.VII trong Phi đội số 26

### Tháng 11
- Máy bay 3 tầng cánh Sopwith

### Tháng 12
- 24 tháng 12 - Sopwith Pup trong Phi đội số 54 RFC